# Drosera intermedia
Drosera intermedia es una especie de planta carnívora perteneciente a la familia Droseraceae que es originaria de las regiones templadas y tropicales de Europa, sudeste de Canadá, este de los Estados Unidos, Cuba y norte de Sudamérica.

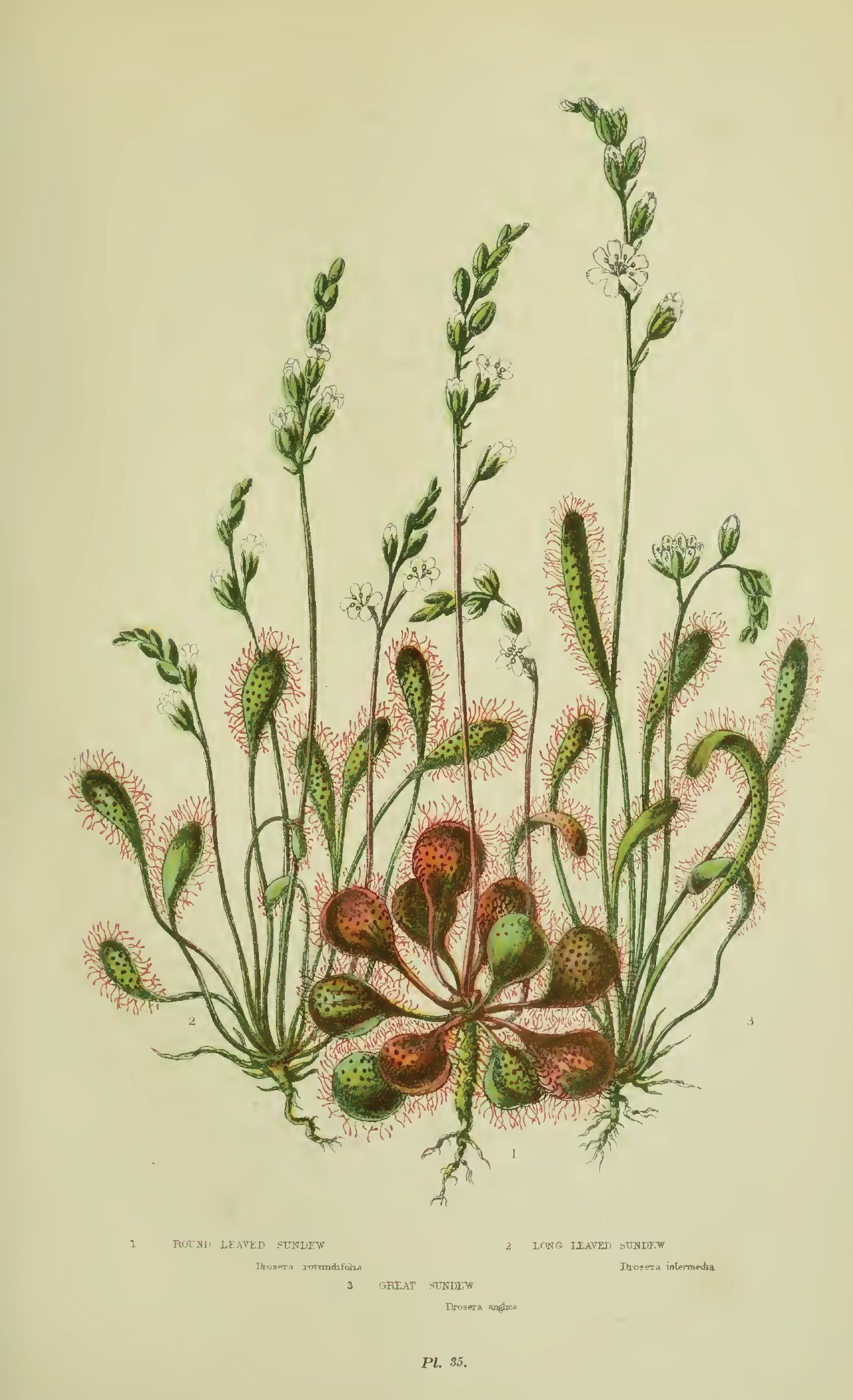
Ilustración

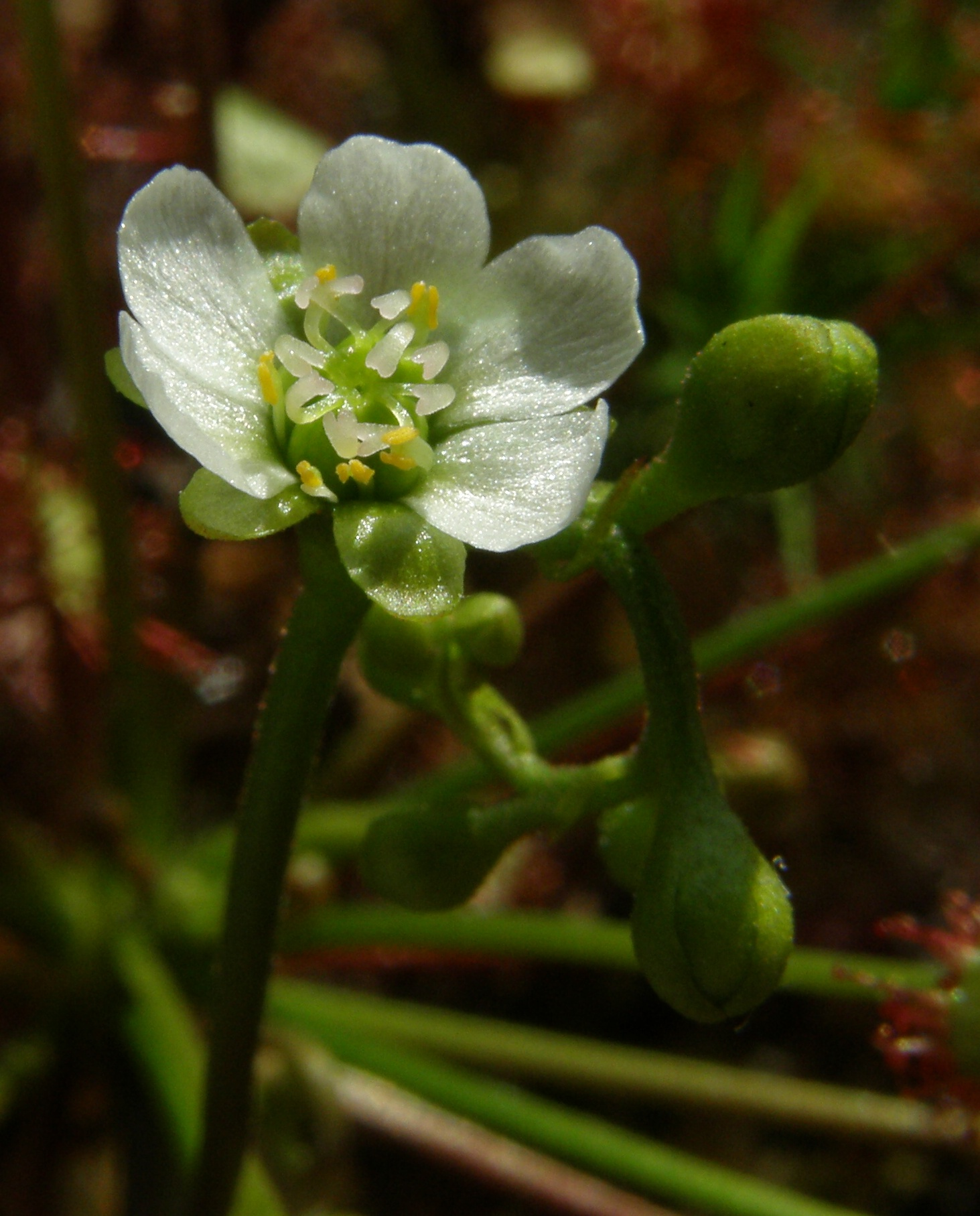
Flor

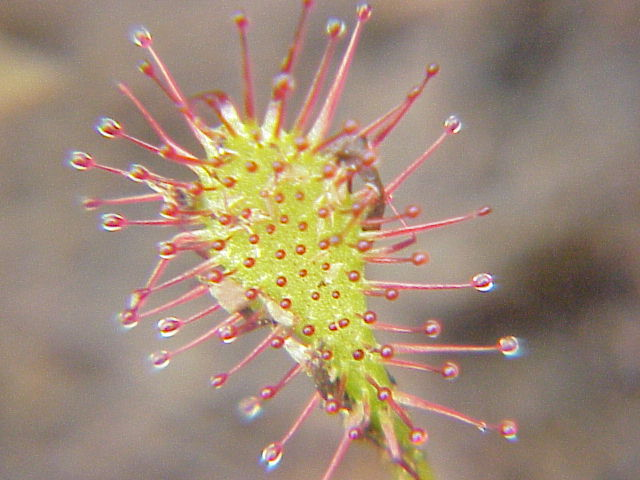
Detalle

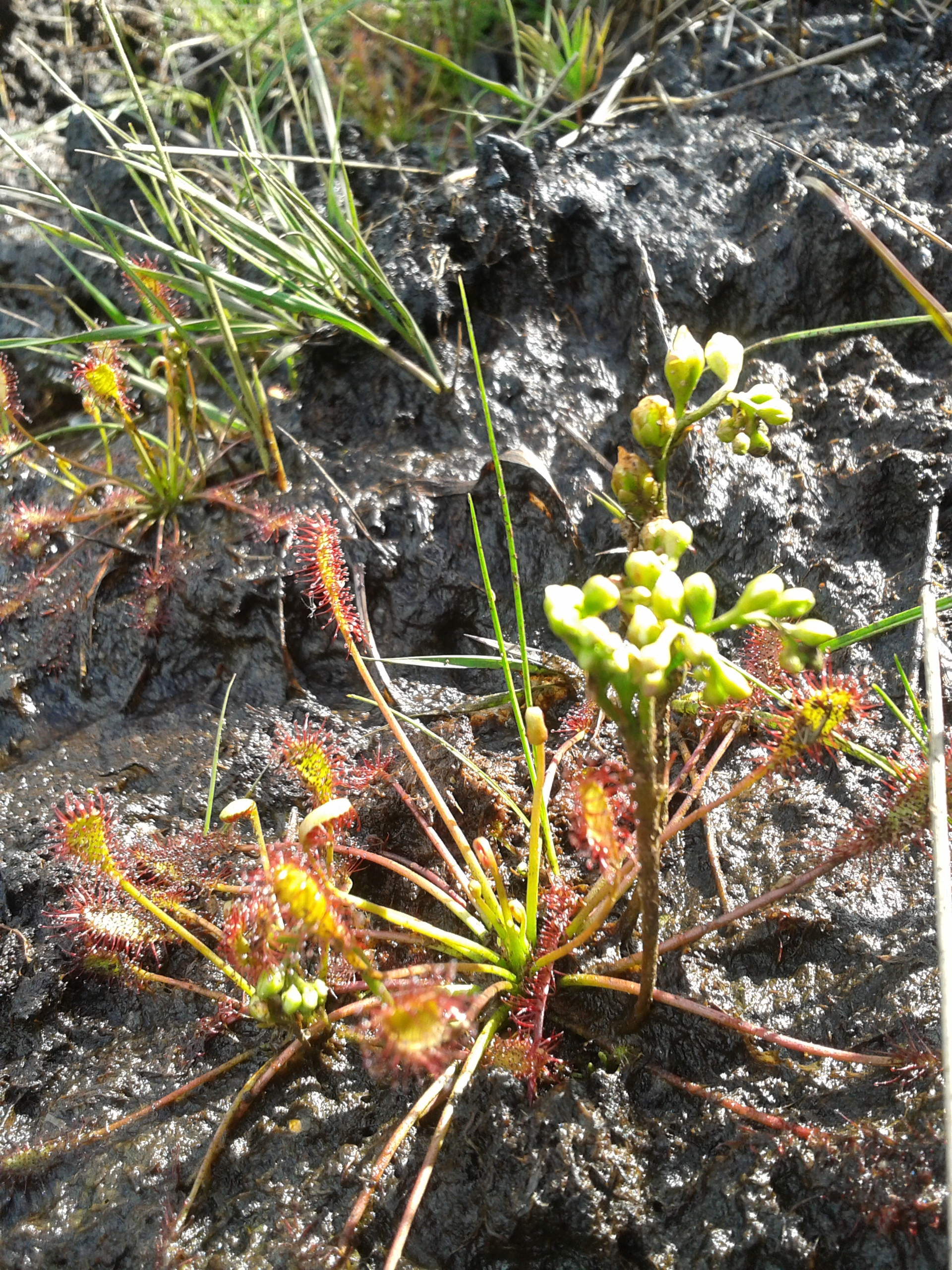
Vista de la planta en su hábitat

## Descripción
D. intermedia es una planta perenne herbácea que forma una roseta sin tallo semi-erecto de hojas espatuladas de hasta 10 cm de altura. Las plantas en regiones templadas se someten a la latencia durante el cual forman un brote de reposo de invierno llamado hibernáculo.
Como es típico para las droseras, las láminas de las hojas están densamente cubiertas con glándulas pedunculadas mucilaginosas que secretan un néctar azucarado para atraer insectos. Estos se convierten en atrapados por el mucílago y, a menos que sean lo suficientemente fuertes como para escapar, se asfixian o mueren de agotamiento. La planta entonces segrega enzimas digestivas desde glándulas sésiles y más tarde absorbe la solución de nutrientes resultante como complemento a la mala nutrición mineral de las plantas en su entorno natural.
D. intermedia florece de junio a agosto, con la formación de inflorescencias de hasta 15 cm de altura que llevan de 3-8 flores blancas. Los ovarios fertilizados se hinchan para formar cápsulas de semillas dehiscentes en forma de huevo que llevan numerosas semillas diminutas.

## Distribución y hábitat
D. intermedia es una de las especies más ampliamente distribuidas en el género, y una de las únicas tres  especies  de Drosera nativa de Europa (los otros son Drosera rotundifolia y Drosera anglica ). También se encuentra en el este de América del Norte, Cuba, y el norte de América del Sur. Las formas de Cuba y de América del Sur son tropicales y no forman hibernáculos en el invierno.
D. intermedia crece en hábitats soleados, pero constantemente húmedos incluyendo ciénagas, pantanos, las costas arenosas húmedas y prados húmedos. Puesto que es carnívora, es capaz de ocupar hábitats relativamente infértiles incluyendo arena húmeda y turba. Es un competidor relativamente débil, y por lo tanto se excluye de los sitios más fértiles de la competencia de las plantas perennes del dosel de formación. Puede sobrevivir períodos largos debajo del agua como semillas enterradas, y luego volver a establecerse cuando los niveles de agua caen.

## Taxonomía
Drosera intermedia fue descrita por Friedrich Gottlob Hayne y publicado en Journal für die Botanik 1800(1): 37–39. 1801.
Etimología
Drosera: tanto su nombre científico –derivado del griego δρόσος [drosos]: "rocío, gotas de rocío"– como el nombre vulgar –rocío del sol, que deriva del latín ros solis: "rocío del sol"– hacen referencia a las brillantes gotas de mucílago que aparecen en el extremo de cada hoja, y que recuerdan al rocío de la mañana.
intermedia: epíteto latíno que significa "intermedia"
Sinonimia
- Drosera americana Willd.
- Drosera foliosa Elliott
- Drosera macedonica Kosanin
- Drosera media E.H.L.Krause
- Rorella intermedia (Hayne) Nieuwl.[7][8]